# Wojna Rzymu z Achajami
Wojna Rzymu z Achajami – konflikt zbrojny latach 148 – 146 p.n.e. pomiędzy Republiką Rzymu a Związkiem Achajskim. Wojna zdecydowała o ostatecznym podbiciu i włączeniu państw greckich do państwa rzymskiego.

## Przyczyny wojny

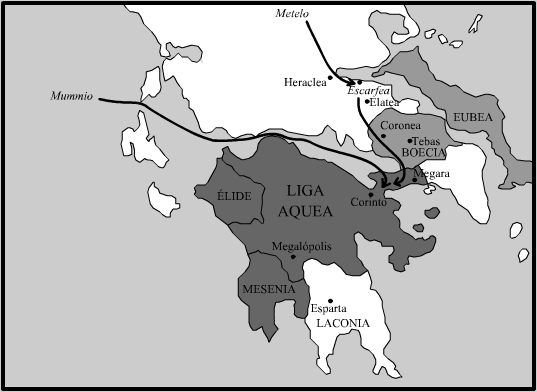
Wojna rzymsko-achajska w 146 r. p.n.e.

Początkowo, od II wojny macedońskiej, Achajowie i Rzymianie tworzyli sojusz przeciwko Macedonii. Jednak po IV wojnie, w której Macedonia została ostatecznie rozgromiona, pomiędzy sojusznikami doszło do serii napięć. Grekom nie podobała się coraz większa ingerencja sojuszników w sprawy Związku Achajskiego. Rzymianie uznali m.in., że do związku nie może przystąpić Sparta. Uznali też, że sojusz powinny opuścić: Argos, Korynt i Orchomenos. Ostatecznie jednak o wojnie zdecydowała postawa członków związku, którego członkowie postanowili wesprzeć skonfliktowaną z Rzymem Spartę.

## Wojna
Do działań zbrojnych doszło dopiero w 146 p.n.e. Wojska rzymskie dowodzone przez Kwintusa Metellusa oraz Lucjusza Mummiusza odniosły kilka sukcesów: pobiły część sił związku pod wodzą stratega Kritolaosa pod Skarfeją oraz niezależny korpus Arkadyjczyków pod Cheroneą.
Nowy strateg, Diaos, nałożył wysokie podatki na bogaczy i ogłosił uwolnienie niewolników pochodzenia helleńskiego. Wszystko w celu wystawienia armii, która mogłaby pokonać napastników. Dzięki jego zabiegom, do decydującej o losach wojny bitwy pod Istmos, związek wystawił 14 600 ludzi, z tego 12 000 byłych niewolników. Zawodowa armia rzymska odniosła jednak zwycięstwo, a Diaos poległ.

### Ważniejsze bitwy
- Bitwa pod Alfeios
- Bitwa pod Skarfeją (zwycięstwo Rzymian pod wodzą Metellusa nad Achajami (1000 jeńców) pod wodzą Kritolaosa, który zginął w trakcie bitwy)
- Bitwa pod Cheroneą (zwycięstwo Rzymian pod wodzą Metellusa nad siłami 1000 Arkadyjczyków)
- Bitwa pod Istmos (decydujące zwycięstwo Rzymian).

## Skutki
Sukces Rzymian został przyjęty z radością przez bogate kręgi greckiego społeczeństwa, które nie popierały patriotycznych starań Diaosa. Mimo ciepłego przyjęcia przez część Achajów, zwycięzcy postanowili surowo ukarać pokonanych: zlikwidowano Związek Achajski, zniszczono także Korynt i Patras, a w miastach związkowych ustanowiono stałe władze rzymskie. Formalnie niezależne pozostały Sparta i Ateny, ale faktycznie, pozbawione jakiegokolwiek wsparcia innych ośrodków greckich, nie mogły odegrać już żadnej roli.